# Jóhannes Sveinsson Kjarval
Jóhannes Sveinsson, llamado Kjarval (Efti-Ey, 15 de octubre de 1885-Reikiavik, 13 de abril de 1972), fue un pintor islandés.

## Biografía
Estudió pintura en la capital de Islandia, Reikiavik, y en Copenhague, con breves estancias en Italia, Inglaterra y Francia. Entre 1915 y 1925 estuvo casado con la escritora Tove Merrild.
Pintor bohemio, conocido por el sobrenombre de Kjarval, vivió muchas veces al día. Vivió un tiempo en una colonia de artistas en Húsafell. Desarrolló principalmente dos temáticas, la representación del paisaje islandés y la reconstrucción de personajes del folclore nórdico, como elfos y trolls. En 1930 publica su libro Grjot (roca).
Sus obras se exponen en Reikiavik, en el museo Kjarvalstaðir del Parque Miklatun y en el museo Kjarvalsstofa de Borgarfjordur, en la costa oriental de la isla. Su retrato aparece junto a una de sus pinturas al óleo en el billete de 2000 coronas islandesas. En 1950 se publicó un libro sobre Kjarval con textos de Halldór Laxness y 80 reproducciones.

## Obra
- Leche de la montaña (1941)
- Las hermanas de Stapi (1948)
- La campana de Islandia (1952)
- Desde Thingvellir (1957)
- Esja en febrero (1959)
- La Mujer Amazona de la montaña (1961)
- Skjaldmey (1961)
- Tierra y aire (1965)
- Bleikdalsa (1967)